# Костанца, Роберт
Роберт Костанца (англ. Robert Costanza, род. 14 сентября 1950, Питтсбург, Пенсильвания) — американо-австралийский экологический экономист. Лауреат премии «Голубая планета» (2024).

## Биография
Бакалавр (1973), магистр (1974) и доктор философии (1979) Флоридского университета. Преподавал в университете Луизиана Стейт (1981—1988), Мэрилендском (1988—2002; профессор с 1991 года) и Вермонтском (2002—2010), и Портлендском (с 2010 года).
Директор Мэрилендского института экологической экономики (1991—2002), Гундского института экологической экономики (2002—2010), и Института устойчивых решений Портлендского госуниверситета (с 2010).
Основатель и первый президент (1987—1997) Международного общества экологической экономики, бывший главный редактор журнала Ecological Economics.

## Основные произведения
- «Введение в экологическую экономику» (An Introduction to Ecological Economics, 1997, в соавторстве с Германом Дэйли и др.);
- «Границы экологической экономики: междисциплинарные исследования» (Frontiers in Ecological Economics: Transdisciplinary Essays, 1997).